# Concílio de Placência

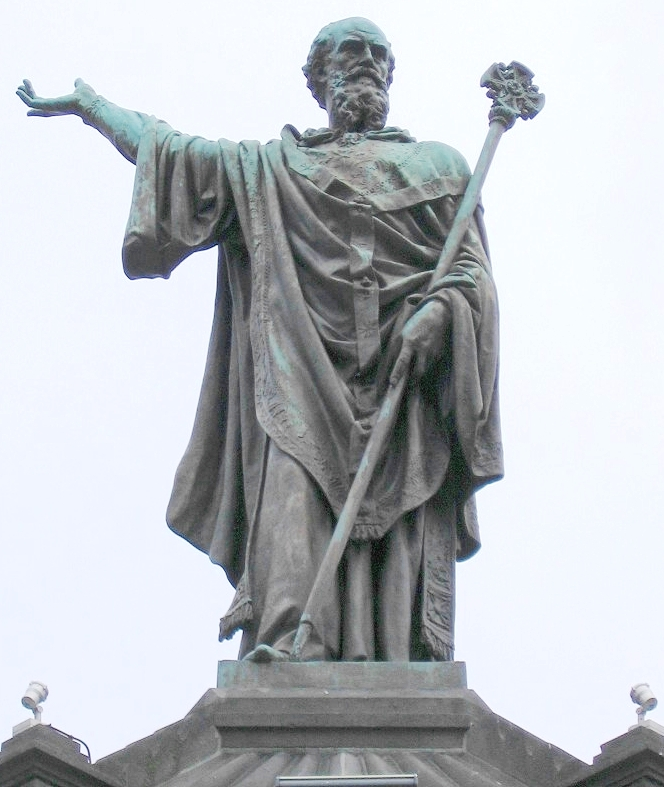
Estátua do Papa Urbano II em Clermont, hoje Clermont-Ferrand.

O Concílio de Placência foi um sínodo composto por clero e leigos da Igreja Católica Romana que decorreu entre 1 de março e 5 de março de 1095 em Placência.
O concílio seguiu-se à Questão das Investiduras, um importante conflito político que opôs o Papa ao imperador do Sacro Império Romano-Germânico em relação à designação e nomeação de prelados e arcebispos germânicos. A luta foi de tal modo acesa que o imperador tentou depor o Papa Gregório VII e fazer eleger em seu lugar um tal Guiberto, que ficou para a história como Antipapa Clemente III.
O Papa Urbano II saiu vencedor deste conflito e decidiu convocar os bispos de Itália, Borgonha, França, Baviera e outras províncias para um concílio que teve lugar em Placência na Quaresma de 1095.
Duzentos prelados responderam à convocatória, bem como quatro mil outros prelados e trinta mil leigos. Houve tanta gente que, à falta de espaços vastos, o concílio decorreu no exterior, na planície em redor da cidade.
O texto oficial dos cânones aprovados não se conserva hoje e dele conhecem-se duas versões, uma do cronista Bernold, e outra de um documento que cita quinze capitula statutorum.
O imperador bizantino Aleixo I Comneno enviou uma embaixada a este concílio  para pedir ajuda ao papa Urbano II contra os turcos. Urbano concordou, com a esperança de, ao ajudar as igrejas orientais neste momento de grande necessidade, acabar com o Grande Cisma do Oriente ocorrido 40 anos antes, e reunir a Igreja cristã sob o domínio papal, como «bispo e prelado máximo de todo o mundo».